# Leporano
Leporano es una localidad y comune italiana de la provincia de Tarento, región de Apulia, con 7.634 habitantes.

## Evolución demográfica
| Gráfica de evolución demográfica de Leporano entre 1861 y 2001 |
|                                                                |
| Fuente ISTAT - elaboración gráfica de Wikipedia                |

## Personalidades de la Cultura
- Pino De Vittorio, cantante, actor.
- Emidio Greco, director
- Cosme Damiano Lanza, pianista, clavecinista, compositor.
- Carlo Veneziani, director
- Jole Veneziani, estilista